# Javni prostor
Javni prostor je prostor, dostopen vsem, v katerem se odvijajo družbeni procesi in javno življenje. Trg, ulica, park so najbolj značilni primeri odprtega javnega prostora, medtem ko je javna knjižnica primer notranjega javnega prostora.
Je prostor političnega, družbenega, ekonomskega življenja in tako igra ključno vlogo v tvorjenju družbe, in je kot tak samoorganiziran javni servis ljudi, kjer se izmenjujejo ideje in izkušnje ter oblikujejo vrednote.

## Posameznik in javni prostor
Javni prostor omogoča udejstvovanje v javni sferi življenja, ki jo izpostavlja Hannah Arendt v svojem delu Vita Activa. Opredeli jo kot sfero političnega delovanja človeka in predstavlja temelj realnosti zasebne sfere posameznika. Občutja in misli posameznika poprimejo realnost šele, ko se soočijo z javnostjo oz. se artikulirajo. Prisotnost drugih, ki nekaj dojamejo enako, nam zagotavlja realnost sveta in nas samih.

## Problematika javnega prostora
Tako kot družba se javni prostor, kot temelj družbenosti stalno sooča s problemi. Nekdaj je javni prostor obvladovala cerkvena oblast, danes pa največje grožnje predstavlja sistem neoliberalne politike, ki individualizira in s tem razkraja družbo in si podreja javni prostor zavoljo trženja. Posledice so vidne tako v pomanjkanju interesa ljudi po uporabi javnega prostora, kot tudi pomanjkanju sredstev namenjenih načrtovanju javnega prostora ter v izgradnji navideznih javnih prostorov. Primer takšnih prostorov so nakupovalna središča, kjer gre za podtikanje navideznega javnega prostora posamezniku, z namenom spodbujanja potrošnje. Zaenkrat se zdi, da instrumentalna tržna logika subtilno instrumentalizira odprte javne prostore. Odprtost je v teh primerih zgolj marketinška poteza.